# Niemen (stacja kolejowa)
Niemen (biał. Нёман, ros. Неман) – stacja kolejowa w miejscowości Sielec, w rejonie lidzkim, w obwodzie grodzieńskim, na Białorusi. Leży na linii Równe – Baranowicze – Wilno. Jej nazwa pochodzi od rzeki Niemen, w pobliżu której stacja jest zlokalizowana.
Stacja powstała w XIX w. Od początku istnienia nosi obecną nazwę.

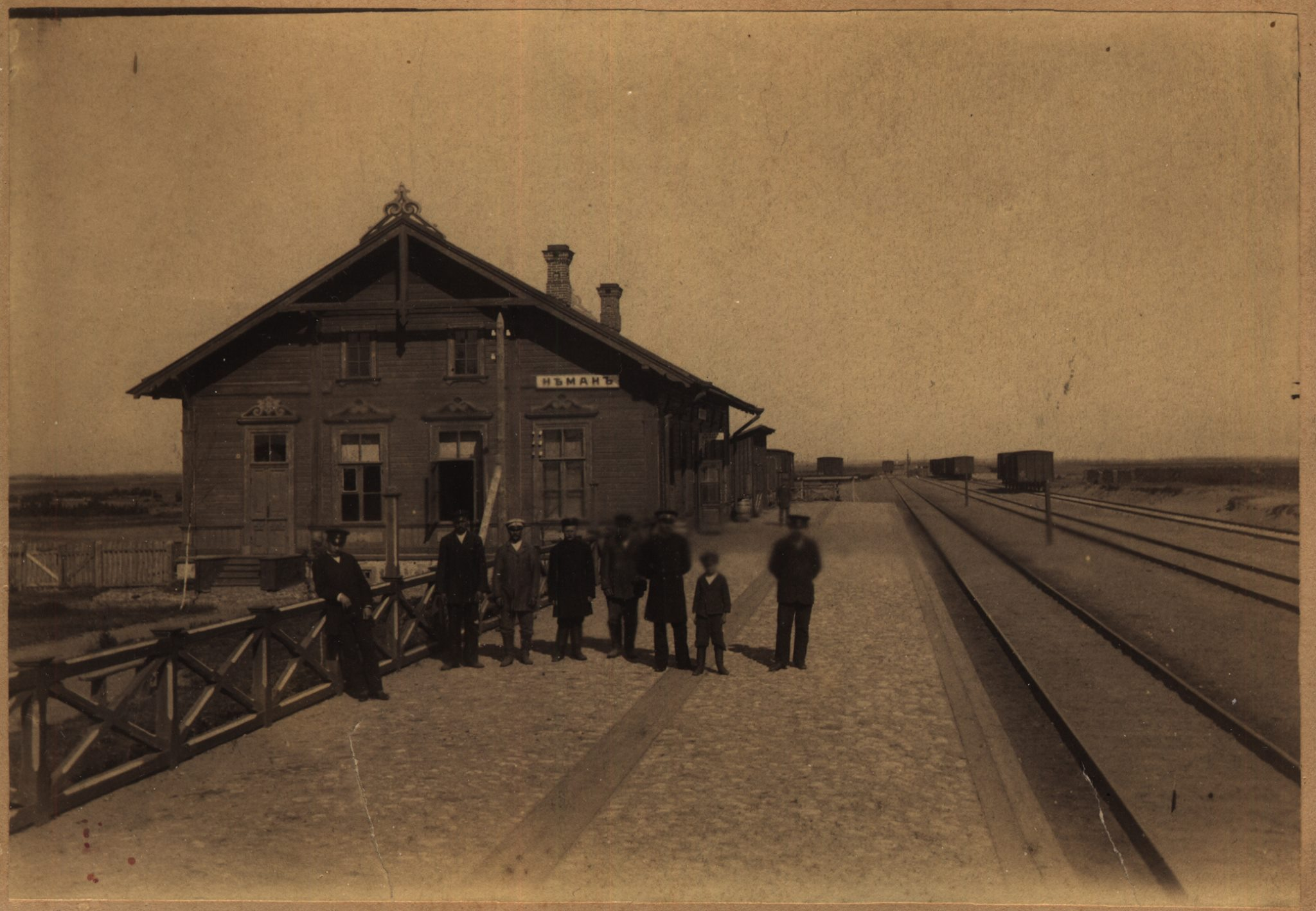
Stacja w 1886